# Hemithyrsocera fusca
Hemithyrsocera fusca es una especie de cucaracha del género Hemithyrsocera, familia Ectobiidae.

## Distribución
Esta especie se encuentra en Indonesia (islas Mentawai y Sumatra).